# Церковь Святого Маврикия (Галле)
Церковь святого Маврикия (нем. Moritzkirche zu Halle) — готическая зальная церковь в немецком городе Галле в федеральной земле Саксония-Анхальт.
Церковь считается не только одной из самых красивых в Галле, но и является одним из старейших культовых сооружений города.

## Исторический очерк
Церковь, посвящённая св. Маврикию — покровителю Магдебургского архиепископства, была основана в первой половине XII века в качестве приходской церкви южной части старого Галле, и с 1184 года использовалась также как коллегиальная церковь августинского капитула св. Маврикия.
Строительство ныне существующей церкви в стиле высокой готики началось в 1388 году под руководством Конрада фон Айнбека (нем. Conrad von Einbeck, 1360—1428): с востока были возведены хор и алтарная часть церкви, отмеченные удивительно разнообразным и богатым деталями стилем. По плану, примыкающая к городской стене западная сторона церкви, в целом, возведённая в 1453—1510 годах, должна была быть увенчана двумя башнями, однако, по финансовым причинам эта затея не была реализована (высота западного фасада фактически равна высоте церковных стен).
В 1519 году августинский капитул был распущен, а церковь св. Маврикия передана ордену доминиканцев, перед этим вынужденному уступить свою старую церковь Альбрехту Бранденбургскому под обустройство кафедрального собора.
С введением в Галле протестантского вероучения доминиканский монастырь был закрыт, и в 1542 году церковь, оказавшаяся в городской собственности, была передана евангелической общине.
В конце XVII века, с 1694 по 1697 годы над западным фасадом церкви была возведена башня-колокольня в барочном стиле, разобранная уже в 1789 году после её частичного обрушения. Взамен, в 1801—1803 годах была возведена существующая и поныне надстройка.
В период с 1806 по 1808 годы были снесены примыкавшие к церкви старые здания конвента и монастырский клуатр. В конечном счёте, от средневековой застройки участка, кроме церкви, сохранилось лишь здание госпиталя св. Иоанна.
С 1970 года церковное здание находится в аренде у католической общины города, и используется в качестве приходской церкви, посвящённой свв. Маврикию и Павлу.